# Grupo Kantar
A Kantar, empresa com sede no Reino Unido, foi fundada em 1993 como a Divisão de Pesquisa de Mercado, Insights e Consultoria da WPP, empresa londrina de capital aberto. Fazem parte do grupo Kantar 12 empresas, com mais de 30 mil funcionários presentes em 100 países. Em 2019, a empresa de private equity Bain Capital adquiriu 60% da participação da Kantar.
No Brasil, a Kantar está presente com 9 das suas marcas, a saber: Kantar IBOPE Media, Kantar Worldpanel, Kantar Millward Brown, Kantar TNS, Kantar Vermeer, Kantar Health, Kantar Futures, Kantar Retail, Lightspeed e IBOPE Repucom.

## Kantar IBOPE Media
Anteriormente conhecida como IBOPE Media, a empresa foi adquirida pela Kantar em outubro de 2014. Reconhecida no Brasil como a principal métrica para medição de audiência televisiva, a empresa passou a adotar o nome Kantar IBOPE Media a partir de setembro de 2015.
A principal especialidade da Kantar IBOPE Media é realizar medição de audiência televisiva. A empresa também realiza pesquisas de comunicação, mídia consumo e medição no meio digital, bem como monitoramento de investimento publicitário e pesquisas quantitativas em vários tipos de meios de comunicação, como TV, rádio, mídia impressa ou alternativa.

## Kantar Worldpanel
A Kantar Worldpanel é líder mundial em conhecimentos e insights sobre o consumidor, com base em painéis contínuos de consumidores através de um monitoramento contínuo, análises avançadas e soluções customizadas para grandes marcas, varejistas, analistas de mercado e organizações governamentais.
Com mais de 60 anos de experiência, um time de 3.500 funcionários e serviços que cobrem 60 países diretamente ou através de parceiros, Kantar Worldpanel transforma comportamento de compra em vantagem competitiva em mercados diversos como FMCG, compras por impulso, fashion, baby, telecomunicações e entretenimento, entre vários outros.

## Kantar Millward Brown
A Millward Brown foi fundada em  Warwick, na Inglaterra, em 1973, e foi adquirida alguns anos depois, em 1990, pelo grupo WPP. A Millward Brown é uma empresa global de pesquisa especializada em propaganda, comunicação, marketing, media e 'força de marca' (brand equity, em inglês).

## Kantar TNS
A TNS foi adquirida pela WPP em 2008 e incluída entre as operações da Kantar. Em fevereiro de 2009, a Kantar fundiu a TNS e a Research International.

## Kantar Retail
A Kantar Retail é uma empresa de consultoria e insights de varejo. A Kantar Retail abriu seu primeiro escritório na América do Sul em 2012, na cidade de São Paulo.

## Kantar Futures
A The Futures Company é uma consultoria global de inovação, insights e estratégia, formada através da integração da The Henley Centre, HeadlightVision, Yankelovich e TRU.

## Kantar Health
Kantar Health é uma consultoria global e fornecedora de insights de marketing focada no mercado farmacêutico, biotecnologia, diagnósticos e dispositivos industriais. Foi fundada em 2009 pela junção da Consumer Health Sciences, MattsonJack, TNS Healthcare e Ziment. A empresa tem mais de 40 escritórios nas Américas, Europa, Ásia, Oriente Médio, África e Índia.
Em 2014, a Kantar Health adquiriu a empresa brasileira Evidências, por um valor não informado. A partir de então, a Evidências passou a adotar a chancela Kantar Health - Evidências.

## Lightspeed
A Lightspeed é especializada em coleta de dados e melhoria de decisões. A empresa tem presença sólida na América Latina, nos Estados Unidos e no Canadá.